# Бульба Григорій Савич
Григорій Савич Бульба (нар. 12 вересня 1926, село Плиска Тернопільського воєводства, тепер Лановецького району Тернопільської області — 26 вересня 2000, місто Дрогобич) — український радянський політичний діяч, голова Дрогобицького міськвиконкому в 1965—1987 роках.

## Життєпис
Народився в селянській родині. У 1942—1945 роках — на примусових роботах у Німецькому рейху.
З 1945 року проживав і працював у місті Дрогобичі. Служив у загоні воєнізованої охорони Дрогобицького нафтопереробного заводу. Член КПРС.
До 1956 року — 1-й секретар Дрогобицького міського комітету ЛКСМ України.
У 1956—1963 роках — секретар партійної організації Дрогобицького нафтопереробного заводу № 2.
У 1963—1965 роках — секретар партійної організації Стебницького калійного комбінату Львівської області.
20 березня 1965 — 2 березня 1987 року — голова виконавчого комітету Дрогобицької міської ради.
З березня 1987 року — на пенсії в місті Дрогобичі. Очолював президію Дрогобицької міської організації Товариства охорони природи, Дрогобицький кооператив природи.

## Нагороди
- орден «Знак Пошани» (1976)
- Почесна грамота Президії Верховної Ради Української РСР (3.04.1981)